# Evropský parlament
Evropský parlament (EP) je jeden ze sedmi orgánů Evropské unie a spolu s Radou Evropské unie přijímá její legislativní akty. Reprezentuje občany Evropské unie. Poslanci parlamentu jsou voleni přímou volbou každých pět let. První přímé volby do Evropského parlamentu byly v červnu 1979. Poslanci jsou v jednotlivých zemích EU voleni podle zásad poměrného zastoupení v tajné volbě všemi občany EU s volebním právem, jednotlivé volební systémy se však liší. V Belgii, Lucembursku, Řecku a na Maltě jsou volby pro občany povinné.
Parlament má 720 poslanců (stav od 16. 7. 2024), Česko zastupuje 21 poslanců. Počet poslanců z jednotlivých členských států určuje z podnětu parlamentu jednomyslným rozhodnutím Evropská rada (čl. 14 SEU). Volit mohou všichni občané Unie na území daného členského státu. Sídlem EP je Štrasburk (plenární zasedání), ale parlament pracuje také v Bruselu (výbory, schůze politických skupin) a Lucemburku (sekretariát). Základní pravomoce Evropského parlamentu jsou legislativní, rozpočtová a kontrolní. Také politická role Parlamentu v EU postupně roste.

## Historie

Složení Evropského parlamentu od roku 1979 až po konec volebního období roku 2019

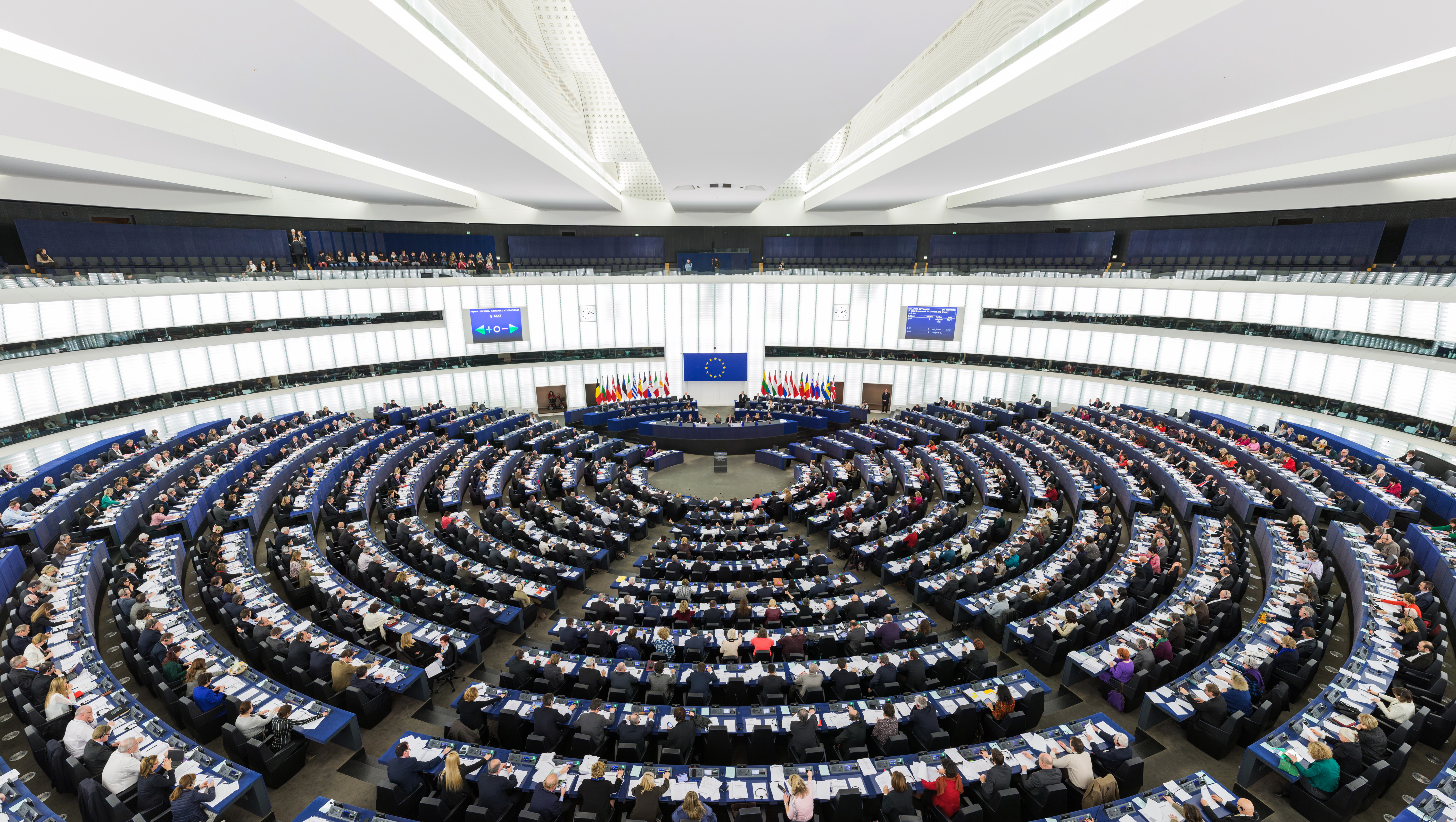
Jednací sál Evropského parlamentu ve Štrasburku. Kromě volených poslanců sedících dle frakcí se plenárního zasedání účastní i členové komise a Rady ministrů.

Parlamentní shromáždění bylo zavedeno již v Pařížské smlouvě z roku 1951 ustavující Evropské společenství uhlí a oceli. Po vzniku Evropského hospodářského společenství a Euratomu v roce 1957 se pravomoce tohoto Shromáždění rozšířily i na oblasti působnosti těchto dvou společenství. Shromáždění bylo tvořeno zástupci národních parlamentů.
V roce 1976 došlo ke změně smluv a od roku 1979 byli poslanci voleni přímou volbou občany jednotlivých členských zemí. V prvních přímých volbách bylo zvoleno 518 poslanců.
Jednotný evropský akt v roce 1986 oficiálně změnil název Shromáždění na Evropský parlament a přidělil mu nové pravomoci. Nový název byl ale fakticky používán už od roku 1962.
Přistoupení nových členů a pozdější sjednocení Německa zvýšilo počet členů na 626. V 9. volebním období mezi roky 2019–2024 zasedlo do europarlamentu 751 poslanců. Po brexitu, znamenajícím odchod Spojeného království z Evropské unie, se počet členů snížil na 705.

## Fungování

### Politická role

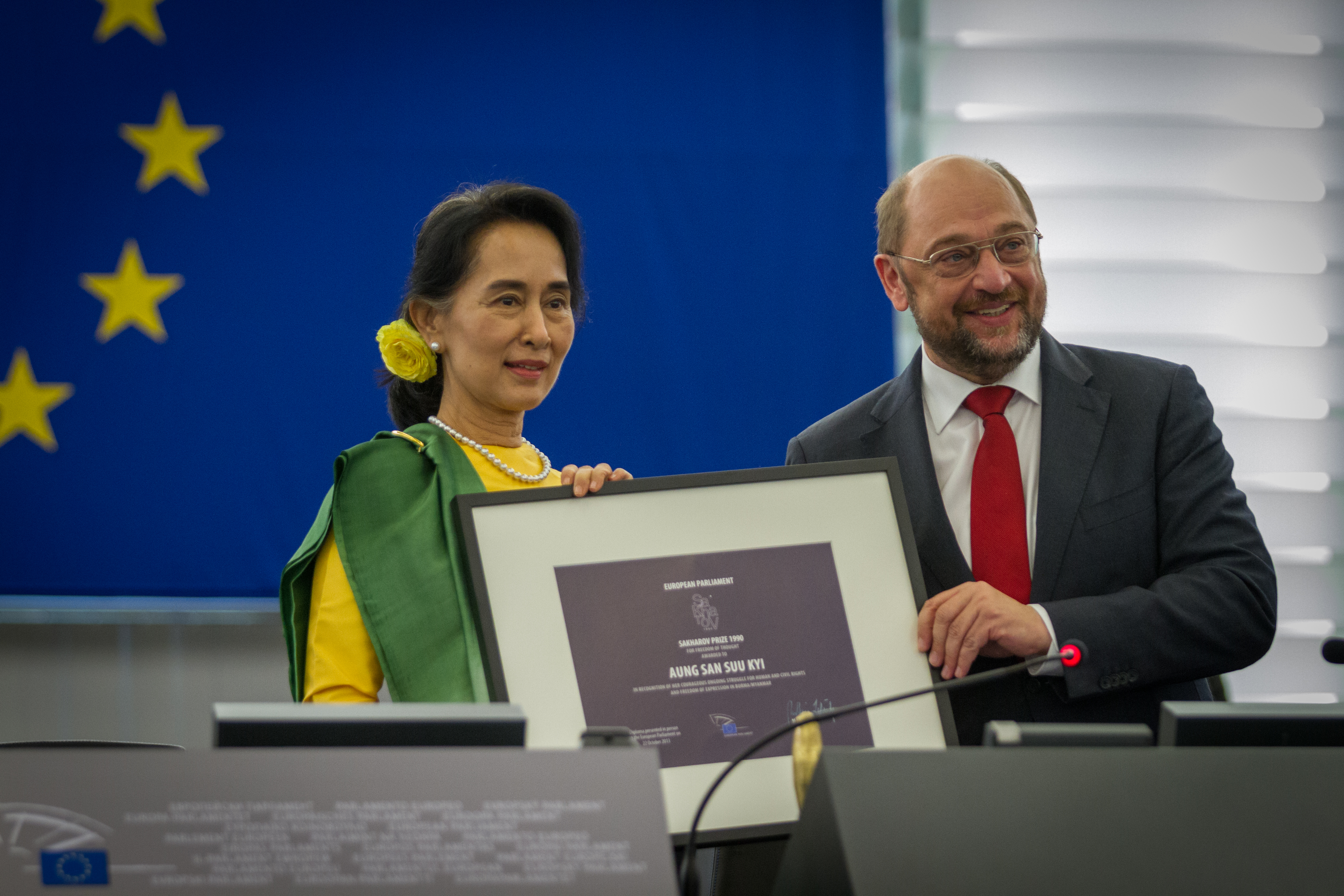
Barmská politička Aun Schan Su Ťij přebírá od Martina Schulze v budově Evropského parlamentu Sacharovovu cenu

Politická role Parlamentu stále roste. Rada konzultuje s Parlamentem svá důležitá zahraničněpolitická rozhodnutí. Parlament vznáší na Radu dotazy a může vydávat doporučení. Mezinárodní události jsou předmětem parlamentních rozprav, které jsou zakončeny přijetím usnesení požadujících určitý zahraničněpolitický přístup Evropské unie. Přijetí každého nového člena EU a většina mezinárodních smluv musí být odsouhlasena Parlamentem. Evropský parlament přisuzuje značnou důležitost ochraně lidských práv jak uvnitř, tak vně Unie. Používá svoji pravomoc souhlasu jako jeden z prostředků podpory vážnosti základních práv. Tuto pravomoc Parlament použil k zamítnutí několika finančních protokolů s jistými nečlenskými zeměmi na základě nedodržování lidských práv, čímž tyto země přinutil propustit politické vězně anebo přijmout mezinárodní zásady ochrany lidských práv. V roce 1988 Parlament založil Sacharovovu cenu za svobodu myšlení, která se každoročně uděluje jednomu nebo více jednotlivcům nebo skupině, kteří se vyznamenali v boji za lidská práva. V roce 1989 byla tato cena udělena Alexandru Dubčekovi.
Každý občan členského státu EU je zároveň občanem Unie. Občanství EU doplňuje, nikoliv nahrazuje, národní občanství. Občané EU mají právo podávat petice k Evropskému parlamentu, právo předkládat své stížnosti Evropskému veřejnému ochránci práv (ombudsmanovi), a právo oslovit jakýkoli orgán nebo instituci EU v jednom z úředních jazyků Unie (jazyky všech členských států EU) a obdržet odpověď ve stejném jazyce.

### Orgány
Práce Evropského parlamentu je jako u jiných parlamentů organizována v rámci výborů a pléna. Jedině text schválený na plénu je platný, přesto je práce výborů nepostradatelná. Nabízí totiž poslancům možnost specializace, takže o jednotlivých návrzích se jedná v rámci výborů mezi poslanci, kteří se dané oblasti blíže věnují. Evropský parlament má 20 stálých výborů, které vesměs tematicky odpovídají generálním ředitelstvím Evropské komise. Kromě výborů existují ještě podvýbory a také dočasné výbory svolávané k aktuálním tématům.
Vedle výborů má Evropský parlament ještě delegace. Je jich 33 a mají meziparlamentní charakter. Jedná se o kontakt s poslanci parlamentů třetích zemí z celého světa a také přidružených či kandidátských zemí. Vedle toho jsou v EP i delegace pro působení v parlamentních shromážděních EU-AKT (africké, karibské a tichomořské státy), EU-Středomoří a také v parlamentním shromáždění NATO.
Vedle výborů a delegací jsou v Evropském parlamentu ještě orgány, které zajišťují jeho chod. Jsou jimi konference předsedů (předseda EP a předsedové politických skupin; řeší otázky spojené s chodem parlamentu), kvestoři (volení poslanci pro vyřizování administrativních a finančních otázek poslanců) a předsednictvo EP (předseda EP, místopředsedové a kvestoři jako pozorovatelé). Zvláštní postavení má předseda Evropského parlamentu, který zastupuje EP navenek. Předseda EP je volen na dva a půl roku. Evropský parlament má také Generální sekretariát tvořený 5 000 úředníky v Lucemburku a v Bruselu.
Pro rozdělování všech postů v rámci orgánů EP mezi frakcemi (předsednictví EP, předsednictví výborů atd.), ale i v rámci frakcí mezi jednotlivými národními delegacemi, se používá D'Hondtova metoda, který dobře reflektuje váhu jednotlivých subjektů.

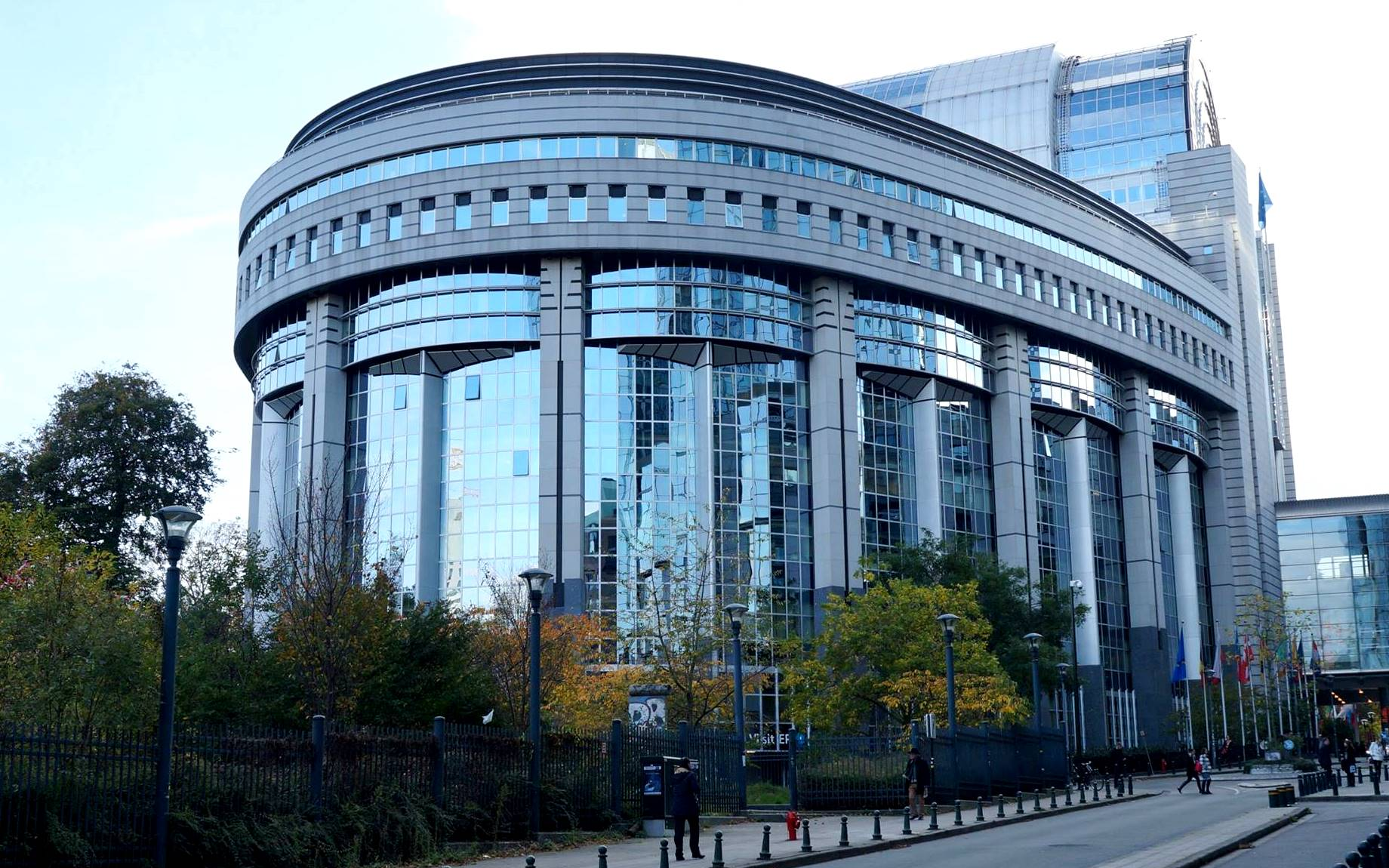
Budova Evropského parlamentu v Bruselu
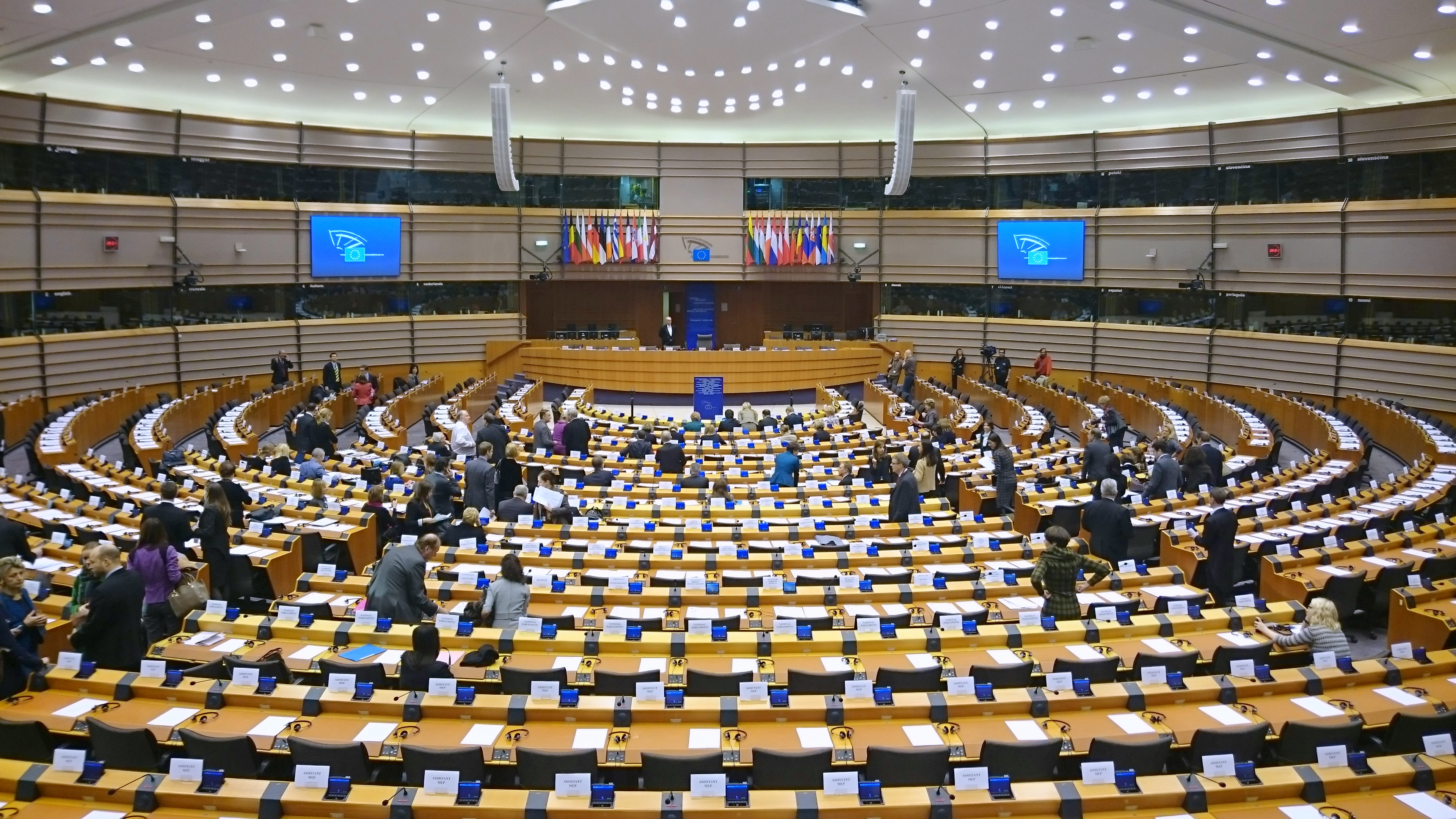
Zasedání Evropského parlamentu v Bruselu
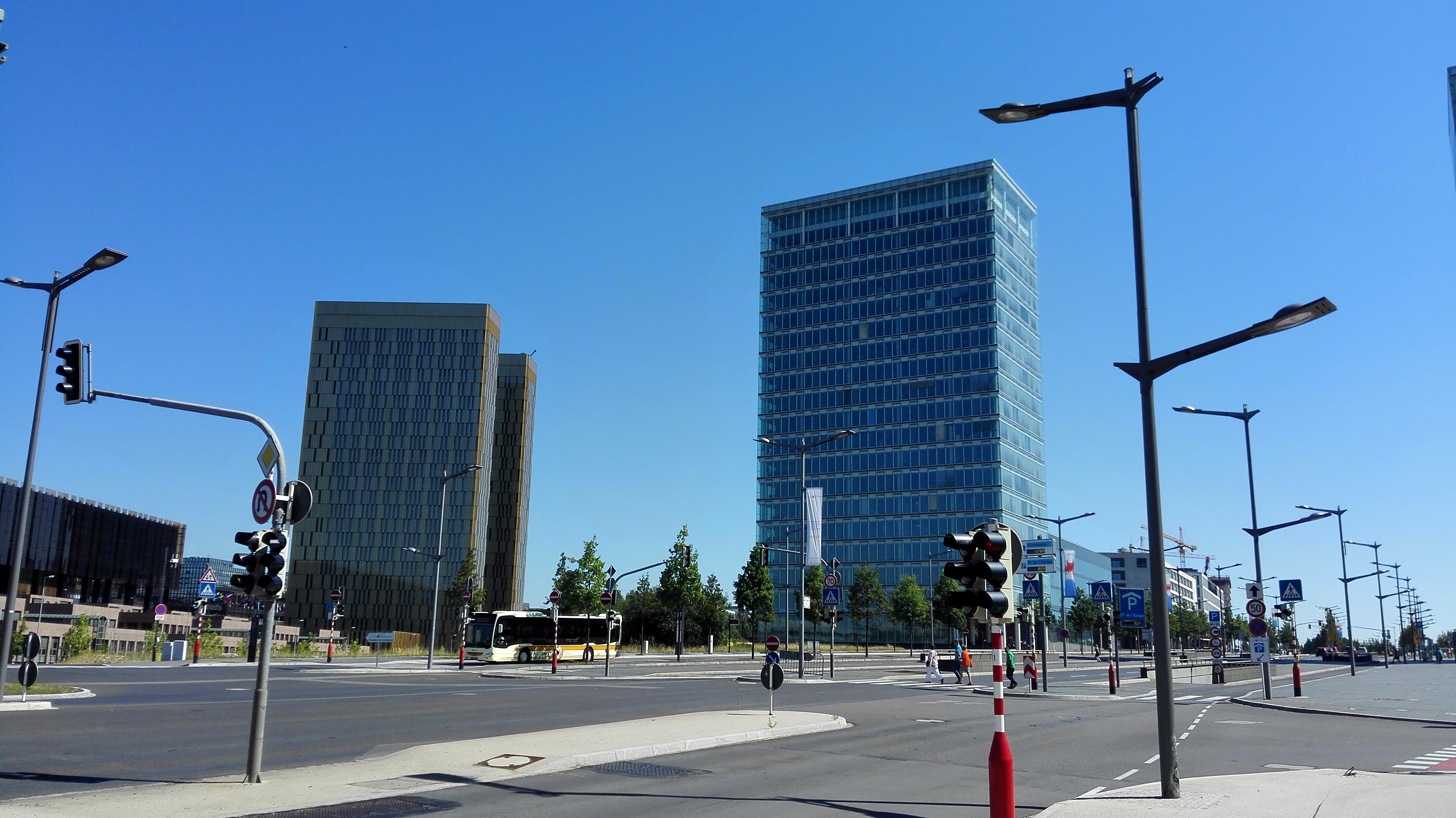
Budovy Evropského parlamentu v Lucemburku

### Počet poslanců
|                    | Září 1952 | Březen 1957 | Leden 1973 | Červen 1979 | Leden 1981 | Leden 1986 | Červen 1994 | Leden 1995 | Květen 2004 | Červen 2004 | Leden 2007 | Červen 2009 | Prosinec 2011 | Červenec 2013 | Červenec 2014 | Únor 2020 |
| ------------------ | --------- | ----------- | ---------- | ----------- | ---------- | ---------- | ----------- | ---------- | ----------- | ----------- | ---------- | ----------- | ------------- | ------------- | ------------- | --------- |
| Německo            | 18        | 36          | 36         | 81          | 81         | 81         | 99          | 99         | 99          | 99          | 99         | 99          | 99            | 99            | 96            | 96        |
| Francie            | 18        | 36          | 36         | 81          | 81         | 81         | 87          | 87         | 87          | 78          | 78         | 72          | 74            | 74            | 74            | 79        |
| Itálie             | 18        | 36          | 36         | 81          | 81         | 81         | 87          | 87         | 87          | 78          | 78         | 72          | 73            | 73            | 73            | 76        |
| Belgie             | 10        | 14          | 14         | 24          | 24         | 24         | 25          | 25         | 25          | 24          | 24         | 22          | 22            | 22            | 21            | 21        |
| Nizozemsko         | 10        | 14          | 14         | 25          | 25         | 25         | 31          | 31         | 31          | 27          | 27         | 25          | 26            | 26            | 26            | 29        |
| Lucembursko        | 4         | 6           | 6          | 6           | 6          | 6          | 6           | 6          | 6           | 6           | 6          | 6           | 6             | 6             | 6             | 6         |
| Spojené království |           |             | 36         | 81          | 81         | 81         | 87          | 87         | 87          | 78          | 78         | 72          | 73            | 73            | 73            | -         |
| Dánsko             |           |             | 10         | 16          | 16         | 16         | 16          | 16         | 16          | 14          | 14         | 13          | 13            | 13            | 13            | 14        |
| Irsko              |           |             | 10         | 15          | 15         | 15         | 15          | 15         | 15          | 13          | 13         | 12          | 12            | 12            | 11            | 13        |
| Řecko              |           |             |            |             | 24         | 24         | 25          | 25         | 25          | 24          | 24         | 22          | 22            | 22            | 22            | 21        |
| Španělsko          |           |             |            |             |            | 60         | 64          | 64         | 64          | 54          | 54         | 50          | 54            | 54            | 54            | 59        |
| Portugalsko        |           |             |            |             |            | 24         | 25          | 25         | 25          | 24          | 24         | 22          | 22            | 22            | 21            | 21        |
| Švédsko            |           |             |            |             |            |            |             | 22         | 22          | 19          | 19         | 18          | 20            | 20            | 20            | 21        |
| Rakousko           |           |             |            |             |            |            |             | 21         | 21          | 18          | 18         | 17          | 19            | 19            | 18            | 19        |
| Finsko             |           |             |            |             |            |            |             | 16         | 16          | 14          | 14         | 13          | 13            | 13            | 13            | 14        |
| Polsko             |           |             |            |             |            |            |             |            | 54          | 54          | 54         | 50          | 51            | 51            | 51            | 52        |
| Česko              |           |             |            |             |            |            |             |            | 24          | 24          | 24         | 22          | 22            | 22            | 21            | 21        |
| Maďarsko           |           |             |            |             |            |            |             |            | 24          | 24          | 24         | 22          | 22            | 22            | 21            | 21        |
| Slovensko          |           |             |            |             |            |            |             |            | 14          | 14          | 14         | 13          | 13            | 13            | 13            | 14        |
| Litva              |           |             |            |             |            |            |             |            | 13          | 13          | 13         | 12          | 12            | 12            | 11            | 11        |
| Lotyšsko           |           |             |            |             |            |            |             |            | 9           | 9           | 9          | 8           | 9             | 9             | 8             | 8         |
| Slovinsko          |           |             |            |             |            |            |             |            | 7           | 7           | 7          | 7           | 8             | 8             | 8             | 8         |
| Kypr               |           |             |            |             |            |            |             |            | 6           | 6           | 6          | 6           | 6             | 6             | 6             | 6         |
| Estonsko           |           |             |            |             |            |            |             |            | 6           | 6           | 6          | 6           | 6             | 6             | 6             | 7         |
| Malta              |           |             |            |             |            |            |             |            | 5           | 5           | 5          | 5           | 6             | 6             | 6             | 6         |
| Rumunsko           |           |             |            |             |            |            |             |            |             |             | 35         | 33          | 33            | 33            | 32            | 33        |
| Bulharsko          |           |             |            |             |            |            |             |            |             |             | 18         | 17          | 18            | 18            | 17            | 17        |
| Chorvatsko         |           |             |            |             |            |            |             |            |             |             |            |             |               | 12            | 11            | 12        |
| Celkem             | 78        | 142         | 198        | 410         | 434        | 518        | 567         | 626        | 788         | 732         | 785        | 736         | 754           | 766           | 751           | 705       |

Protože navržený počet poslanců byl pro 27 členských zemí (tedy i pro předpokládaných 12 nových členů), zatímco nejdříve bylo přijato pouze 10 zemí, a celkový počet členů tak byl 25, Smlouva z Nice určila, že v takovém případě budou neobsazená poslanecká místa poměrně rozdělena mezi všechny členy Unie tak, aby celkový počet poslanců byl 732. Toto ustanovení platilo přechodně pro parlamentní období 2004–2009. Když však v tomto období byly přijaty další dvě nové členské země, tito noví členové volili své zástupce do EP a počet poslanců tak dočasně překročil maximální počet 732.
Lisabonská smlouva určuje maximální počet poslanců na 751 celkově (předseda parlamentu však nemůže hlasovat) a 96 pro jeden členský stát. Vstoupila však v platnost až 1. prosince 2009, tedy několik měsíců po volbách v roce 2009. Evropská rada proto navrhla dočasné zvýšení počtu poslanců na 754 (a způsob jejich výběru) do konce tohoto volebního období (do roku 2014), aby byla zachována proporcionalita při nemožnosti odebrat Německu existující mandáty během volebního období. Evropský parlament tento návrh schválil,a tato úprava tak vešla v platnost od prosince 2011. Od července 2013 byl počet poslanců navýšen o 12 reprezentantů Chorvatska na 766. Ve volbách do Evropského parlamentu, které proběhly v květnu 2014, se zvolilo 751 poslanců (k 31. prosinci 2016 je poslanců 749), což znamená, že oproti stavu k 1. 7. 2013 některé státy přišly o minimálně jednoho poslance. Poté, co Spojené království opustilo EU, byl počet europoslanců změněn na 705.

## Pravomoci

### Legislativní pravomoc
| Politické skupiny 10. Evropského parlamentu | Politické skupiny 10. Evropského parlamentu | Politické skupiny 10. Evropského parlamentu | Politické skupiny 10. Evropského parlamentu |
| Politická skupina                           | Politická skupina                           | Předseda                                    | Počet mandátů                               |
| ------------------------------------------- | ------------------------------------------- | ------------------------------------------- | ------------------------------------------- |
|                                             | EPP                                         | Manfred Weber                               | 188                                         |
|                                             | S&D                                         | Iratxe García Pérez                         | 136                                         |
|                                             | PfE                                         | Jordan Bardella                             | 86                                          |
|                                             | ECR                                         | Joachim Brudziński, Nicola Procaccini       | 80                                          |
|                                             | Renew                                       | Valérie Hayer                               | 75                                          |
|                                             | Greens-EFA                                  | Bas Eichout, Terry Reintke                  | 53                                          |
|                                             | The Left                                    | Manon Aubry, Martin Schirdewan              | 46                                          |
|                                             | Nezařazení                                  | Poslanci bez skupiny                        | 29                                          |
|                                             | ESN                                         | René Aust, Stanislaw Tyszka                 | 26                                          |
| Zdroj: Evropský parlament                   |                                             |                                             |                                             |

Maastrichtská smlouva umožnila parlamentu se tzv. procedurou spolurozhodování podílet na legislativním procesu. Rada Evropské unie, ve které jsou zastoupeny státy, si však uchovala výrazně silnější pozici. Po Lisabonské smlouvě je postavení Evropského parlamentu a Rady Evropské unie v legislativním procesu rovnocenné. Pro většinu evropské legislativy Lisabonská smlouva zavádí tzv. řádný legislativní proces dle čl. 294 Smlouvy o fungování Evropské unie.
Pro přijímání textů legislativního či jiného charakteru Evropský parlament užívá, stejně jako jeho národní protějšky, systém výborů a zpravodajů. Tento systém spočívá v tom, že o jednotlivé texty (buď návrhy Evropské komise či parlamentní rezoluce) se stará zpravodaj (vybraný poslanec v rámci příslušného výboru). Tento poslanec vypracovává, ve spolupráci se sekretariátem, pozici Evropského parlamentu k dané otázce (zprávu), například k návrhu Komise. Zpravodaj pak přijímá a zapracovává pozměňovací návrhy ostatních poslanců. Ostatní frakce pak ještě jmenují každá svého „stínového zpravodaje“, který komunikuje se zpravodajem, formuluje mu pozici své politické skupiny a vypracovává pro svou skupinu návod, jak o jednotlivých pozměňovacích návrzích a o textu samotném mají jeho kolegové a kolegyně z klubu hlasovat. Jakmile je text v nějaké podobě schválen ve výboru, jde na plénum.

### Rozpočtová pravomoc
Parlament rozhoduje o rozpočtu Evropské unie společně s Radou Evropské unie. Rozpočet nevstoupí v platnost, dokud ho nepodepíše předseda Evropského parlamentu. Parlament má poslední slovo v mnoha rozpočtových položkách, ale zemědělské výdaje může pouze doplnit; poslední slovo u této položky má Rada. Parlament může rozpočet zamítnout; jednání o rozpočtu pak začíná nanovo. Evropský parlament v minulosti rozpočet zamítl dvakrát, ale od roku 1986 tuto silnou pravomoc nepoužil. Parlament také kontroluje, jak jsou rozpočtové výdaje využity.

### Dozorčí pravomoc
Parlament dohlíží na všechny aktivity Unie. Tato pravomoc byla původně vyhrazena pouze pro aktivity Evropské komise, nyní je ale rozšířena i na Radu Evropské unie a orgány zodpovědné za Společnou zahraniční a bezpečnostní politiku. Parlament hraje klíčovou roli při jmenování Komise: hlasuje o předsedovi Komise a vede slyšení o každém navrženém komisaři; poté rozhoduje o jmenování Komise jako celku v hlasování o důvěře. EP a jeho členové mohou komisi interpelovat. Evropský parlament má také právo vyjádřit Komisi nedůvěru a tak ji přinutit k rezignaci. Tuto pravomoc ovšem Parlament zatím nikdy nevyužil, přestože se k tomu již schylovalo v roce 1999 (Santerova komise odstoupila ještě před hlasováním v Evropském parlamentu). V současné době se hodně hovoří i o tom, že by politická orientace Evropské komise měla odpovídat většině v Evropském parlamentu vzešlé z voleb (funkční období obou orgánů jsou sladěna). Občané Unie se mohou na Evropský parlament obracet s peticemi. Pokud mají stížnosti proti činnosti orgánů EU, mohou se obrátit na Evropského veřejného ochránce práv, který spadá pod parlament. Evropský parlament může také podávat žaloby k Evropskému soudnímu dvoru v oblasti meziinstitucionálních vztahů.

## Kontroverze
Kontroverzním tématem je pravidelné stěhování Evropského parlamentu z Bruselu do francouzského Štrasburku, kde se musí podle platné evropské legislativy ročně vykonat alespoň dvanáct plenárních zasedání. Toto stěhování je logisticky velmi náročné (přesouvá se 15 000 zaměstnanců, dokumenty, technika apod.), nákladné (odhady se pohybují na úrovni 200 až 220 milionů eur) a neekologické (podle odhadů produkuje ročně 19 tisíc tun emisí oxidu uhličitého). Proti tomuto stěhování parlamentu vzniklo několik kampaní a iniciativ, nicméně proti ukončení stávající praxe se staví Francie a Lucembursko.